# بمب‌هراس
بمب‌هراس (اسپانیایی: Fe de etarras‎) با نام اصلی ایمان اتا (انگلیسی: Bomb Scared) یک فیلم کمدی سیاه به کارگردانی بورخا کوبئاگا است که در سال ۲۰۱۷ منتشر شد.

## بازیگران
- خاویر کامارا
- رامون بارئا
- میرن ایبارگورن
- آنه گابارائین